# Mödling (district)
Het politieke district Bezirk Mödling in de Oostenrijkse deelstaat Neder-Oostenrijk, is een klein, relatief dichtbevolkt gebied. Het ligt in het noordoosten van het land, en grenst in het noorden aan de hoofdstad Wenen.

## Gemeenten en bijbehorende plaatsen
- Achau
- Biedermannsdorf
- Breitenfurt bei Wien
- Brunn am Gebirge
- Gaaden
- Gießhübl
- Gumpoldskirchen
- Guntramsdorf
- Hennersdorf
- Hinterbrühl
- Kaltenleutgeben
- Laab im Walde
- Laxenburg
- Maria Enzersdorf
- Mödling
- Münchendorf
- Perchtoldsdorf
- Vösendorf
- Wiener Neudorf
- Wienerwald